# Isabelle Caullery
Isabelle Caullery (ur. 17 sierpnia 1955 w Bordeaux) – francuska polityk, samorządowiec, eurodeputowana w latach 1999–2004.

## Życiorys
Studiowała na Université de Paris X. Była radną Neuilly-sur-Seine (1989–1995), radną La Garenne-Colombes (1995–2001), a także radny regionalnej Île-de-France (1996–2004).
Należała do gaullistowskiego Zgromadzenia na rzecz Republiki, z którego pod koniec lat 90. odeszła do konserwatywnego Zgromadzenia na rzecz Francji. W 1999 z ramienia listy wyborczej organizowanej przez RPF uzyskała mandat posłanki do Parlamentu Europejskiego V kadencji. Była członkinią grupy Unii na rzecz Europy Narodów oraz Komisji Rozwoju i Współpracy. W PE zasiadała do 2004.
W 2002 zakładała ruch polityczny Nation et Progrès, który stowarzyszył się z Unią na rzecz Ruchu Ludowego. W 2008 ponownie została radną miejską, a w 2010 objęła mandat radnej departamentu Hauts-de-Seine.